# Saurauia waldheimia
Saurauia waldheimia  es una especie de planta en la familia Actinidiaceae.

## Descripción
Son árboles o arbustos que alcanzan un tamaño de 2–10 (–15) m de alto. Hojas elípticas a oblanceolado-elípticas, de 5–15 cm de largo y 1.8–5 cm de ancho, ápice acuminado (agudo), base acuminada (aguda), margen serrulado a serrado, nervios secundarios 8–12 pares, haz con pequeños tricomas estrigosos, escasos a dispersos, nervaduras principales con tricomas estrigosos más largos; pecíolo 0.5–1.5 (–2) cm de largo, con tricomas estrigosos largos, a veces también con tricomas estrellados o radiados pequeños. Inflorescencia de 2–9.5 cm de largo y 1.5–5 cm de ancho, con 2–11 flores, pedúnculo 1.5–6.5 cm de largo, setoso, a veces con algunos tricomas estrellados pequeños; flores con 5 sépalos y pétalos, 1–2 (–2.6) cm de ancho; sépalos 4–7 mm de largo y 3–5 mm de ancho; pétalos 5.5–11 mm de largo y 3–6 (–8) mm de ancho; filamentos (1.1–) 1.4–2.1 (–2.8) mm de largo, anteras 1.8–2.2   (–2.5) mm de largo; ovario y fruto con 5 estilos, glabros o con pocos a dispersos tricomas.

## Distribución y hábitat
Es un pequeño árbol endémico de Guatemala que fue únicamente registrado en los departamentos de Alta Verapaz, Izabal y Chiquimula. Crece en selva tropical en altitudes de 500 a 1700 m s. n. m., y puede alcanzar una altura de 6 m.

## Taxonomía
Saurauia waldheimia fue descrito por Luigi Buscalioni y publicado en Malpighia 26: 326. 1913.
Sinonimia
- Saurauia veneficorum Standl. & Steyerm.[3]